# Neomerinthe folgori
Neomerinthe folgori és una espècie de peix pertanyent a la família dels escorpènids.

## Descripció
- Fa 40 cm de llargària màxima.
- És, generalment, de color vermellós.[5]

## Hàbitat
És un peix marí, batidemersal i d'aigües fondes que viu entre 180-310 m de fondària.

## Distribució geogràfica
Es troba a l'Atlàntic oriental: Cap Verd i Mauritània.

## Observacions
És inofensiu per als humans.